# Lista de prêmios e indicações recebidos por Ainda Estou Aqui (2024)
Ainda Estou Aqui é um filme de 2024, do gênero drama biográfico, dirigido por Walter Salles com base no roteiro de Murilo Hauser e Heitor Lorega, baseado no livro de mesmo nome, escrito por Marcelo Rubens Paiva. É estrelado por Fernanda Torres e Fernanda Montenegro como Eunice Paiva, uma mãe e ativista que lida com o desaparecimento forçado de seu marido, o político Rubens Paiva, durante a ditadura militar no Brasil.
O filme estreou no 81.º Festival Internacional de Cinema de Veneza em 1º de setembro de 2024, onde ganhou o prêmio de Melhor Roteiro. Foi lançado no Brasil em 7 de novembro de 2024, onde foi alvo de um boicote fracassado por parte da direita. O filme recebeu elogios da crítica, principalmente pela atuação de Torres. No site agregador de críticas Rotten Tomatoes, o filme tem uma taxa de aprovação de 97% com base em 188 avaliações de críticos.  No Metacritic, recebeu "aclamação universal", com uma nota de 85/100 com base em 43 avaliações. No mesmo site, recebeu ainda o selo Must-See ('Deve Assistir'), dado para filmes que recebem avaliações extremamente positivas da crítica especializada, e que deve ser assistido pelo público.
Ainda Estou Aqui registrou, ainda, um feito histórico: o longa é o primeiro sulamericano a conseguir uma indicação ao Oscar de Melhor Filme.

## Lista
| Cerimônia                                                                | Data da cerimônia       | Categoria                                                  | Indicado                                                                            | Resultado  | Ref.                        |
| ------------------------------------------------------------------------ | ----------------------- | ---------------------------------------------------------- | ----------------------------------------------------------------------------------- | ---------- | --------------------------- |
| Prêmios da Academia (Óscar)                                              | 2 de março de 2025      | Melhor Filme                                               | Maria Carlota Bruno e Rodrigo Teixeira                                              | Indicado   | [ 6 ] [ 7 ]                 |
| Prêmios da Academia (Óscar)                                              | 2 de março de 2025      | Melhor Atriz                                               | Fernanda Torres                                                                     | Indicado   | [ 6 ] [ 7 ]                 |
| Prêmios da Academia (Óscar)                                              | 2 de março de 2025      | Melhor Filme Internacional                                 | Ainda Estou Aqui                                                                    | Venceu     | [ 6 ] [ 7 ]                 |
| Astra Film Awards                                                        | 8 de dezembro de 2024   | Melhor Filme Internacional                                 | Ainda Estou Aqui                                                                    | Indicado   | [ 8 ]                       |
| Associação de Críticos de Cinema de Los Angeles                          | 8 de dezembro de 2024   | Melhor Atuação Principal                                   | Fernanda Torres                                                                     | 2.º Lugar  | [ 9 ]                       |
| Associação de Críticos de Cinema do RJ                                   | 4 de janeiro de 2025    | Filme do Ano                                               | Ainda Estou Aqui                                                                    | Venceu     | [ 10 ]                      |
| Associação de Críticos de Cinema do RS                                   | 16 de janeiro de 2025   | Melhor Longa-metragem Nacional                             | Ainda Estou Aqui                                                                    | Venceu     | [ 11 ]                      |
| Austin Film Critics Association                                          | 6 de janeiro de 2025    | Melhor Filme Internacional                                 | Ainda Estou Aqui                                                                    | Indicado   | [ 12 ]                      |
| Brazil Online Film Award                                                 | 17 de fevereiro de 2025 | Melhor Filme                                               | Ainda Estou Aqui                                                                    | Venceu     | [ 13 ]                      |
| Brazil Online Film Award                                                 | 17 de fevereiro de 2025 | Melhor Direção                                             | Walter Salles                                                                       | Venceu     | [ 13 ]                      |
| Brazil Online Film Award                                                 | 17 de fevereiro de 2025 | Melhor Atriz                                               | Fernanda Torres                                                                     | Venceu     | [ 13 ]                      |
| Brazil Online Film Award                                                 | 17 de fevereiro de 2025 | Melhor Ator Coadjuvante                                    | Selton Mello                                                                        | Indicado   | [ 13 ]                      |
| Brazil Online Film Award                                                 | 17 de fevereiro de 2025 | Melhor Atriz Coadjuvante                                   | Fernanda Montenegro                                                                 | 2.º Lugar  | [ 13 ]                      |
| Brazil Online Film Award                                                 | 17 de fevereiro de 2025 | Melhor Elenco                                              | Ainda Estou Aqui                                                                    | Venceu     | [ 13 ]                      |
| Brazil Online Film Award                                                 | 17 de fevereiro de 2025 | Melhor Roteiro                                             | Murilo Hauser e Heitor Lorega                                                       | Venceu     | [ 13 ]                      |
| Brazil Online Film Award                                                 | 17 de fevereiro de 2025 | Melhor Fotografia                                          | Adrian Teijido                                                                      | Indicado   | [ 13 ]                      |
| Brazil Online Film Award                                                 | 17 de fevereiro de 2025 | Melhor Filme Nacional                                      | Ainda Estou Aqui                                                                    | Venceu     | [ 13 ]                      |
| BAFTA                                                                    | 16 de fevereiro de 2025 | Melhor Filme Estrangeiro                                   | Walter Salles, Maria Carlota Bruno, Rodrigo Teixeira e Martine de Clermont-Tonnerre | Indicado   | [ 14 ]                      |
| Cinema For Peace Foundation                                              | 17 de fevereiro de 2025 | Filme Mais Valioso do Ano                                  | Ainda Estou Aqui                                                                    | Venceu     | [ 15 ] [ 16 ] [ 17 ]        |
| Círculo dos Críticos de Cinema da Flórida                                | 20 de dezembro de 2024  | Melhor Filme Internacional                                 | Ainda Estou Aqui                                                                    | Indicado   | [ 18 ]                      |
| Critics Choice Awards Celebration of Cinema                              | 22 de outubro de 2024   | Melhor Atriz em Filme Internacional                        | Fernanda Torres                                                                     | Honorário  | [ 19 ]                      |
| Critics' Choice Awards                                                   | 7 de fevereiro de 2025  | Melhor Filme em Língua Estrangeira                         | Ainda Estou Aqui                                                                    | Indicado   | [ 20 ]                      |
| Dallas Fort-Worth Film Critics Association Awards                        | 18 de dezembro de 2024  | Melhor Filme Estrangeiro                                   | Ainda Estou Aqui                                                                    | 4.º Lugar  | [ 21 ]                      |
| Discussing Film Critic Awards                                            | 4 de janeiro de 2025    | Melhor Filme Internacional                                 | Ainda Estou Aqui                                                                    | Indicado   | [ 22 ]                      |
| Discussing Film Critic Awards                                            | 4 de janeiro de 2025    | Melhor Atriz                                               | Fernanda Torres                                                                     | Indicada   | [ 22 ]                      |
| Dorian Awards                                                            | 13 de fevereiro de 2025 | Melhor Filme Estrangeiro                                   | Ainda Estou Aqui                                                                    | Venceu     | [ 23 ]                      |
| Festival Internacional de Cinema de Veneza                               | 7 de setembro de 2024   | Leão de Ouro                                               | Walter Salles                                                                       | Indicado   | [ 24 ]                      |
| Festival Internacional de Cinema de Veneza                               | 7 de setembro de 2024   | Osella de Ouro de Melhor Roteiro                           | Murilo Hauser Heitor Lorega                                                         | Venceu     | [ 24 ]                      |
| Festival Internacional de Cinema de Veneza                               | 7 de setembro de 2024   | Troféu Green Drop                                          | Walter Salles                                                                       | Venceu     | [ 25 ]                      |
| Festival Internacional de Cinema de Veneza                               | 7 de setembro de 2024   | Troféu SIGNIS                                              | Walter Salles                                                                       | Venceu     | [ 26 ]                      |
| Festival Internacional de Cinema de Vancouver                            | 11 de outubro de 2024   | Sessão de Gala e Apresentação do Prêmio                    | Ainda Estou Aqui                                                                    | Venceu     | [ 27 ]                      |
| Festival Internacional de Cinema de Miami                                | 7 de novembro de 2024   | Prêmio do Público                                          | Ainda Estou Aqui                                                                    | Venceu     | [ 28 ]                      |
| Festival du film d'histoire de Pessac                                    | 25 de novembro de 2024  | Prêmio do Júri Estudantil Danielle Le Roy                  | Ainda Estou Aqui                                                                    | Venceu     | [ 29 ]                      |
| Festival du film d'histoire de Pessac                                    | 25 de novembro de 2024  | Prêmio do Público                                          | Ainda Estou Aqui                                                                    | Venceu     | [ 29 ]                      |
| Festival de Cinema de Montclair                                          | 28 de outubro de 2024   | Melhor Filme de Ficção                                     | Ainda Estou Aqui                                                                    | Indicado   | [ 30 ]                      |
| Festival Internacional de Cinema de Palm Springs                         | 12 de janeiro de 2025   | Melhor Filme Internacional                                 | Ainda Estou Aqui                                                                    | Venceu     | [ 31 ]                      |
| Festival de Roterdã                                                      | 8 de fevereiro de 2025  | Prêmio do Público                                          | Ainda Estou Aqui                                                                    | Venceu     | [ 32 ]                      |
| Festival Internacional de Cinema de Santa Bárbara                        | 9 de fevereiro de 2025  | Virtuoso Award                                             | Fernanda Torres                                                                     | Honorário  | [ 33 ]                      |
| Fido Awards                                                              | 25 de fevereiro de 2025 | Melhor Cão Histórico                                       | Ozzy e Suri (intérpretes do cachorro Pimpão)                                        | Venceu     | [ 34 ]                      |
| Globo de Ouro                                                            | 5 de janeiro de 2025    | Melhor Filme em Língua Estrangeira                         | Ainda Estou Aqui                                                                    | Indicado   | [ 35 ]                      |
| Globo de Ouro                                                            | 5 de janeiro de 2025    | Melhor Atriz em Filme Dramático                            | Fernanda Torres                                                                     | Venceu     | [ 35 ]                      |
| Gold Derby Film Awards                                                   | 11 de fevereiro de 2025 | Melhor Filme                                               | Ainda Estou Aqui                                                                    | Venceu     | [ 36 ] [ 37 ]               |
| Gold Derby Film Awards                                                   | 11 de fevereiro de 2025 | Melhor Filme em Língua Estrangeira                         | Ainda Estou Aqui                                                                    | Venceu     | [ 36 ] [ 37 ]               |
| Gold Derby Film Awards                                                   | 11 de fevereiro de 2025 | Melhor Atriz                                               | Fernanda Torres                                                                     | Venceu     | [ 36 ] [ 37 ]               |
| Gold Derby Film Awards                                                   | 11 de fevereiro de 2025 | Melhor Roteiro Adaptado                                    | Murilo Hauser Heitor Lorega                                                         | Venceu     | [ 36 ] [ 37 ]               |
| Greater Western New York Film Critics Association                        | 4 de janeiro de 2025    | Melhor Atriz                                               | Fernanda Torres                                                                     | Indicada   | [ 38 ]                      |
| Hawaii Film Critics Society Awards                                       | 6 de janeiro de 2025    | Melhor Filme em Língua Estrangeira                         | Ainda Estou Aqui                                                                    | Indicado   | [ 39 ]                      |
| Houston Film Critics Society Awards                                      | 7 de janeiro de 2025    | Melhor Filme em Língua Estrangeira                         | Ainda Estou Aqui                                                                    | Indicado   | [ 40 ]                      |
| International Cinephile Society Awards                                   | 9 de fevereiro de 2025  | Melhor Atriz                                               | Fernanda Torres                                                                     | Indicada   | [ 41 ]                      |
| International Cinephile Society Awards                                   | 9 de fevereiro de 2025  | Melhor Roteiro Adaptado                                    | Murilo Hauser Heitor Lorega                                                         | Indicado   | [ 41 ]                      |
| International Film Society Critics Awards                                | 1 de março de 2025      | Melhor Atriz                                               | Fernanda Torres                                                                     | 2.º Lugar  | [ 42 ] [ 43 ] [ 44 ]        |
| International Film Society Critics Awards                                | 1 de março de 2025      | Filme que Ultrapassa Barreiras                             | Ainda Estou Aqui                                                                    | Venceu     | [ 45 ] [ 46 ] [ 44 ]        |
| IndieWire Critics Poll                                                   | 16 de dezembro de 2024  | Melhor Performance                                         | Fernanda Torres                                                                     | 10.º Lugar | [ 47 ]                      |
| Kansas City Film Critics Circle Awards                                   | 4 de janeiro de 2025    | Melhor Filme Estrangeiro                                   | Ainda Estou Aqui                                                                    | Indicado   | [ 48 ]                      |
| Las Vegas Film Critics Society Awards                                    | 14 de dezembro de 2024  | Melhor Filme Internacional                                 | Ainda Estou Aqui                                                                    | Indicado   | [ 49 ]                      |
| Latino Entertainment Journalists’ Film Awards                            | 17 de fevereiro de 2025 | Melhor Filme                                               | Ainda Estou Aqui                                                                    | Indicado   | [ 50 ] [ 51 ] [ 52 ]        |
| Latino Entertainment Journalists’ Film Awards                            | 17 de fevereiro de 2025 | Melhor Diretor                                             | Walter Salles                                                                       | Indicado   | [ 50 ] [ 51 ] [ 52 ]        |
| Latino Entertainment Journalists’ Film Awards                            | 17 de fevereiro de 2025 | Melhor Atriz                                               | Fernanda Torres                                                                     | Venceu     | [ 50 ] [ 51 ] [ 52 ]        |
| Latino Entertainment Journalists’ Film Awards                            | 17 de fevereiro de 2025 | Melhor Roteiro Adaptado                                    | Murilo Hauser Heitor Lorega Marcelo Rubens Paiva                                    | Indicado   | [ 50 ] [ 51 ] [ 52 ]        |
| Latino Entertainment Journalists’ Film Awards                            | 17 de fevereiro de 2025 | Melhor Filme em Língua Estrangeira                         | Ainda Estou Aqui                                                                    | Venceu     | [ 50 ] [ 51 ] [ 52 ]        |
| Latino Entertainment Journalists’ Film Awards                            | 17 de fevereiro de 2025 | Melhor Cinematografia                                      | Adrian Teijido                                                                      | Indicado   | [ 50 ] [ 51 ] [ 52 ]        |
| Latino Entertainment Journalists’ Film Awards                            | 17 de fevereiro de 2025 | Melhor Montagem                                            | Affonso Gonçalves                                                                   | Indicado   | [ 50 ] [ 51 ] [ 52 ]        |
| Location Managers Guild International (LMGI) Awards                      | 23 de agosto de 2025    | Melhor Filme de Época                                      | Ainda Estou Aqui                                                                    | Pendente   | [ 53 ]                      |
| London Critics' Circle Awards                                            | 2 de fevereiro de 2025  | Melhor Filme em Língua Estrangeira                         | Ainda Estou Aqui                                                                    | Indicado   | [ 54 ]                      |
| Mill Valley Film Festival                                                | 16 de outubro de 2024   | Filme Favorito do Público                                  | Ainda Estou Aqui                                                                    | Venceu     | [ 55 ]                      |
| Mostra Internacional de Cinema de São Paulo                              | 30 de outubro de 2024   | Melhor Filme Nacional – Voto Público                       | Ainda Estou Aqui                                                                    | Venceu     | [ 56 ]                      |
| Music City Film Critics Association Awards                               | 10 de janeiro de 2025   | Melhor Filme Internacional                                 | Ainda Estou Aqui                                                                    | Indicado   | [ 57 ]                      |
| National Board of Review                                                 | 7 de janeiro de 2025    | Os 5 Melhores Filmes Internacionais do Ano                 | Ainda Estou Aqui                                                                    | Venceu     | [ 58 ]                      |
| New Mexico Film Critics                                                  | 16 de dezembro de 2024  | Melhor Filme em Língua Estrangeira                         | Ainda Estou Aqui                                                                    | Venceu     | [ 59 ]                      |
| New Mexico Film Critics                                                  | 16 de dezembro de 2024  | Melhor Roteiro Adaptado                                    | Murilo Hauser Heitor Lorega                                                         | 2.º Lugar  | [ 59 ]                      |
| New York Film Critics Online                                             | 16 de dezembro de 2024  | Melhor Filme Internacional                                 | Ainda Estou Aqui                                                                    | 2.º Lugar  | [ 60 ]                      |
| North American Film Critics Association Awards                           | 16 de janeiro de 2025   | Melhor Filme em Língua Estrangeira                         | Ainda Estou Aqui                                                                    | Indicado   | [ 61 ] [ 62 ] [ 63 ]        |
| North Carolina Film Critics Association Awards                           | 3 de janeiro de 2025    | Melhor Filme em Língua Estrangeira                         | Ainda Estou Aqui                                                                    | Indicado   | [ 64 ]                      |
| North Dakota Film Society                                                | 6 de janeiro de 2025    | Melhor Atriz                                               | Fernanda Torres                                                                     | Indicada   | [ 65 ]                      |
| North Dakota Film Society                                                | 6 de janeiro de 2025    | Melhor Filme Internacional                                 | Ainda Estou Aqui                                                                    | Indicado   | [ 65 ]                      |
| North Texas Film Critics Awards                                          | 31 de dezembro de 2024  | Melhor Filme em Língua Estrangeira                         | Ainda Estou Aqui                                                                    | Indicado   | [ 66 ] [ 67 ]               |
| Online Film Critics Society Awards                                       | 27 de janeiro de 2025   | Melhor Filme em Língua Estrangeira                         | Ainda Estou Aqui                                                                    | Indicado   | [ 68 ]                      |
| Online Film Critics Society Awards                                       | 27 de janeiro de 2025   | Melhor Atriz                                               | Fernanda Torres                                                                     | Indicada   | [ 68 ]                      |
| Prêmio Abraccine                                                         | 5 de fevereiro de 2025  | Melhor Longa Brasileiro                                    | Ainda Estou Aqui                                                                    | Venceu     | [ 69 ]                      |
| Prêmio Aceccine                                                          | 5 de fevereiro de 2025  | Melhor Longa-metragem Brasileiro                           | Ainda Estou Aqui                                                                    | Venceu     | [ 70 ]                      |
| Prêmio Arcanjo de Cultura                                                | 3 de dezembro de 2024   | Cinema                                                     | Ainda Estou Aqui                                                                    | Honorário  | [ 71 ]                      |
| Prêmio APCA de Cinema                                                    | 20 de janeiro de 2025   | Melhor Filme                                               | Ainda Estou Aqui                                                                    | Venceu     | [ 72 ] [ 73 ] [ 74 ]        |
| Prêmio APCA de Cinema                                                    | 20 de janeiro de 2025   | Melhor Diretor                                             | Walter Salles                                                                       | Indicado   | [ 72 ] [ 73 ] [ 74 ]        |
| Prêmio APCA de Cinema                                                    | 20 de janeiro de 2025   | Melhor Atriz                                               | Fernanda Torres                                                                     | Venceu     | [ 72 ] [ 73 ] [ 74 ]        |
| Prêmio APCA de Cinema                                                    | 20 de janeiro de 2025   | Melhor Ator                                                | Selton Mello                                                                        | Indicado   | [ 72 ] [ 73 ] [ 74 ]        |
| Prêmio APCA de Cinema                                                    | 20 de janeiro de 2025   | Melhor Roteiro                                             | Murilo Hauser Heitor Lorega                                                         | Indicado   | [ 72 ] [ 73 ] [ 74 ]        |
| Prêmio Exclamação                                                        | 1 de março de 2025      | Melhor Filme                                               | Ainda Estou Aqui                                                                    | Venceu     | [ 75 ]                      |
| Prêmio Exclamação                                                        | 1 de março de 2025      | Melhor Filme Brasileiro                                    | Ainda Estou Aqui                                                                    | Venceu     | [ 75 ]                      |
| Prêmio Exclamação                                                        | 1 de março de 2025      | Melhor Pôster                                              | Ainda Estou Aqui                                                                    | Venceu     | [ 75 ]                      |
| Prêmio Exclamação                                                        | 1 de março de 2025      | Melhor Trailer                                             | Ainda Estou Aqui                                                                    | Venceu     | [ 75 ]                      |
| Prêmio Exclamação                                                        | 1 de março de 2025      | Melhor Elenco                                              | Ainda Estou Aqui                                                                    | Venceu     | [ 75 ]                      |
| Prêmio Exclamação                                                        | 1 de março de 2025      | Melhor Personagem                                          | Eunice Paiva                                                                        | Venceu     | [ 75 ]                      |
| Prêmio Exclamação                                                        | 1 de março de 2025      | Melhor Atriz                                               | Fernanda Torres                                                                     | Venceu     | [ 75 ]                      |
| Prêmio Exclamação                                                        | 1 de março de 2025      | Melhor Atriz Coadjuvante                                   | Fernanda Montenegro                                                                 | Venceu     | [ 75 ]                      |
| Prêmio Exclamação                                                        | 1 de março de 2025      | Melhor Ator Coadjuvante                                    | Selton Mello                                                                        | Venceu     | [ 75 ]                      |
| Prêmio Exclamação                                                        | 1 de março de 2025      | Melhor Direção                                             | Walter Salles                                                                       | Venceu     | [ 75 ]                      |
| Prêmio F5                                                                | 19 de dezembro de 2024  | Filme do Ano                                               | Ainda Estou Aqui                                                                    | Venceu     | [ 76 ]                      |
| Prêmio F5                                                                | 19 de dezembro de 2024  | Atuação do Ano em Filme                                    | Fernanda Torres                                                                     | Venceu     | [ 76 ]                      |
| Prêmio F5                                                                | 19 de dezembro de 2024  | Atuação do Ano em Filme                                    | Selton Mello                                                                        | Indicado   | [ 76 ]                      |
| Prêmio F5                                                                | 19 de dezembro de 2024  | Atuação do Ano em Papel Coadjuvante                        | Valentina Herszage                                                                  | Indicada   | [ 76 ]                      |
| Prêmio F5                                                                | 19 de dezembro de 2024  | Atuação do Ano em Papel Infanto-juvenil                    | Cora Mora                                                                           | Venceu     | [ 76 ]                      |
| Prêmio F5                                                                | 19 de dezembro de 2024  | Atuação do Ano em Papel Infanto-juvenil                    | Guilherme Silveira                                                                  | Indicado   | [ 76 ]                      |
| Prêmio F5                                                                | 19 de dezembro de 2024  | Revelação do Ano                                           | Bárbara Luz                                                                         | Indicada   | [ 76 ]                      |
| Prêmio Grande Otelo                                                      | 30 de julho de 2025     | Melhor Longa-Metragem de Ficção                            | Ainda Estou Aqui                                                                    | Venceu     | [ 77 ] [ 78 ]               |
| Prêmio Grande Otelo                                                      | 30 de julho de 2025     | Melhor Direção                                             | Walter Salles                                                                       | Venceu     | [ 77 ] [ 78 ]               |
| Prêmio Grande Otelo                                                      | 30 de julho de 2025     | Melhor Atriz de Longa-Metragem                             | Fernanda Torres                                                                     | Venceu     | [ 77 ] [ 78 ]               |
| Prêmio Grande Otelo                                                      | 30 de julho de 2025     | Melhor Ator de Longa-Metragem                              | Selton Mello                                                                        | Venceu     | [ 77 ] [ 78 ]               |
| Prêmio Grande Otelo                                                      | 30 de julho de 2025     | Melhor Atriz Coadjuvante de Longa-Metragem                 | Bárbara Luz                                                                         | Indicada   | [ 77 ] [ 78 ]               |
| Prêmio Grande Otelo                                                      | 30 de julho de 2025     | Melhor Atriz Coadjuvante de Longa-Metragem                 | Valentina Herszage                                                                  | Indicada   | [ 77 ] [ 78 ]               |
| Prêmio Grande Otelo                                                      | 30 de julho de 2025     | Melhor Ator Coadjuvante de Longa-Metragem                  | Humberto Carrão                                                                     | Indicado   | [ 77 ] [ 78 ]               |
| Prêmio Grande Otelo                                                      | 30 de julho de 2025     | Melhor Direção de Fotografia                               | Adrian Tejido                                                                       | Venceu     | [ 77 ] [ 78 ]               |
| Prêmio Grande Otelo                                                      | 30 de julho de 2025     | Melhor Roteiro Adaptado                                    | Murilo Hauser e Heitor Lorega                                                       | Venceu     | [ 77 ] [ 78 ]               |
| Prêmio Grande Otelo                                                      | 30 de julho de 2025     | Melhor Direção de Arte                                     | Carlos Conti                                                                        | Venceu     | [ 77 ] [ 78 ]               |
| Prêmio Grande Otelo                                                      | 30 de julho de 2025     | Melhor Figurino                                            | Claudia Kopke                                                                       | Venceu     | [ 77 ] [ 78 ]               |
| Prêmio Grande Otelo                                                      | 30 de julho de 2025     | Melhor Maquiagem                                           | Marisa Amenta                                                                       | Venceu     | [ 77 ] [ 78 ]               |
| Prêmio Grande Otelo                                                      | 30 de julho de 2025     | Melhor efeito visual                                       | Claudio Paralta                                                                     | Venceu     | [ 77 ] [ 78 ]               |
| Prêmio Grande Otelo                                                      | 30 de julho de 2025     | Melhor montagem                                            | Affonso Gonçalves                                                                   | Venceu     | [ 77 ] [ 78 ]               |
| Prêmio Grande Otelo                                                      | 30 de julho de 2025     | Melhor som                                                 | Laura Zimmerman e Stéphane Thiébaut                                                 | Venceu     | [ 77 ] [ 78 ]               |
| Prêmio Grande Otelo                                                      | 30 de julho de 2025     | Melhor trilha sonora                                       | Warren Ellis                                                                        | Venceu     | [ 77 ] [ 78 ]               |
| Prêmio Platino                                                           | 27 de abril de 2025     | Melhor Filme Ibero-Americano                               | Ainda Estou Aqui                                                                    | Venceu     | [ 79 ] [ 80 ] [ 81 ] [ 82 ] |
| Prêmio Platino                                                           | 27 de abril de 2025     | Melhor Filme Ibero-Americano de Ficção (Prêmio do Público) | Ainda Estou Aqui                                                                    | Indicado   | [ 79 ] [ 80 ] [ 81 ] [ 82 ] |
| Prêmio Platino                                                           | 27 de abril de 2025     | Melhor Diretor                                             | Walter Salles                                                                       | Venceu     | [ 79 ] [ 80 ] [ 81 ] [ 82 ] |
| Prêmio Platino                                                           | 27 de abril de 2025     | Melhor Atriz                                               | Fernanda Torres                                                                     | Venceu     | [ 79 ] [ 80 ] [ 81 ] [ 82 ] |
| Prêmio Platino                                                           | 27 de abril de 2025     | Melhor Atriz (Prêmio do Público)                           | Fernanda Torres                                                                     | Indicada   | [ 79 ] [ 80 ] [ 81 ] [ 82 ] |
| Pingyao International Film Festival                                      | 18 de outubro de 2024   | Crouching Tiger Hidden Dragon East-West Award              | Walter Salles                                                                       | Honorário  | [ 83 ]                      |
| Philadelphia Film Festival (Jury Awards)                                 | 2 de outubro de 2024    | Mestres do Cinema                                          | Walter Salles                                                                       | Indicado   | [ 84 ] [ 85 ]               |
| Puerto Rico Critics Association Awards                                   | 12 de janeiro de 2025   | Melhor Filme Internacional                                 | Ainda Estou Aqui                                                                    | Venceu     | [ 86 ]                      |
| Puerto Rico Critics Association Awards                                   | 12 de janeiro de 2025   | Melhor Atriz                                               | Fernanda Torres                                                                     | 2.º Lugar  | [ 86 ]                      |
| Prêmios Satellite                                                        | 26 de janeiro de 2025   | Melhor Filme Estrangeiro                                   | Ainda Estou Aqui                                                                    | Indicado   | [ 87 ]                      |
| Prêmios Satellite                                                        | 26 de janeiro de 2025   | Melhor Atriz em Filme Dramático                            | Fernanda Torres                                                                     | Venceu     | [ 87 ]                      |
| Prêmios Sur (Academia de Artes e Ciências Cinematográficas da Argentina) | 24 de julho de 2025     | Melhor Filme Ibero Americano                               | Ainda Estou Aqui                                                                    | Venceu     | [ 88 ]                      |
| Prêmios Goya                                                             | 8 de fevereiro de 2025  | Melhor Filme Ibero-Americano                               | Ainda Estou Aqui                                                                    | Venceu     | [ 89 ]                      |
| Prêmio Online Film & Television Association                              | 23 de fevereiro de 2025 | Melhor Filme em Língua Estrangeira                         | Ainda Estou Aqui                                                                    | Venceu     | [ 90 ] [ 91 ]               |
| Prêmio Online Film & Television Association                              | 23 de fevereiro de 2025 | Melhor Atriz                                               | Fernanda Torres                                                                     | Indicada   | [ 90 ] [ 91 ]               |
| San Francisco Film Critics Circle                                        | 15 de dezembro de 2024  | Melhor Filme em Língua Estrangeira                         | Ainda Estou Aqui                                                                    | Indicado   | [ 92 ]                      |
| Utah Film Critics Awards                                                 | 12 de janeiro de 2025   | Melhor Filme em Língua Estrangeira                         | Ainda Estou Aqui                                                                    | Indicado   | [ 93 ]                      |
| VHS Awards                                                               | 09 de março de 2025     | Melhor Filme                                               | Ainda Estou Aqui                                                                    | 2.º Lugar  | [ 94 ] [ 95 ]               |
| VHS Awards                                                               | 09 de março de 2025     | Melhor Diretor                                             | Walter Salles                                                                       | Indicado   | [ 94 ] [ 95 ]               |
| VHS Awards                                                               | 09 de março de 2025     | Melhor Atriz                                               | Fernanda Torres                                                                     | 3.º Lugar  | [ 94 ] [ 95 ]               |
| VHS Awards                                                               | 09 de março de 2025     | Melhor Roteiro Adaptado                                    | Ainda Estou Aqui                                                                    | Venceu     | [ 94 ] [ 95 ]               |
| VHS Awards                                                               | 09 de março de 2025     | Melhor Elenco                                              | Ainda Estou Aqui                                                                    | Indicado   | [ 94 ] [ 95 ]               |
| Washington D.C. Area Film Critics Association                            | 8 de dezembro de 2024   | Melhor Filme em Língua Estrangeira                         | Ainda Estou Aqui                                                                    | Indicado   | [ 96 ]                      |
| Women Film Critics Circle Awards                                         | 16 de janeiro de 2025   | Melhor Filme Estrangeiro Sobre Mulheres                    | Ainda Estou Aqui                                                                    | 2.º Lugar  | [ 97 ]                      |